# Nucet (Chiojdeanca), Prahova
Nucet (mai vechi, Nucetu de Plai) este un sat în comuna Chiojdeanca din județul Prahova, Muntenia, România.
În 2011, satul avea 373 de locuitori.